# Eupithecia goslina
Eupithecia goslina es una especie de polilla de la familia Geometridae. La especie fue descrita por primera vez por William Warren habiendo sido descrita en 1987, con distribución en México. El holotipo de la especie fue descrita en Jalapa.

## Descripción
El ala anterior es color lila pálido con marcas de color oliva oscuro-fusco y una mancha basal que no llega más allá de la vena media. Cambia a un tono oscuro antes de la línea submarginal que es muy oscuro. Cuenta con una mancha celular negra que toca el borde interior al final de la hendidura. El ala posterior es igual en su color, pero sin parche basal. La parte inferior de las alas es más pálida, lila blanquecino con manchas celulares y líneas externas negruzcas.
La cabeza, el tórax y abdomen son de color lila, con los segmentos medios del dorso oscuros.